# Edmond Frémy (filatelist)
Edmond Frémy was een Frans filatelist.

## Biografie
Frémy richtte op 15 september 1887 in Douai het maandelijkse filatelistische tijdschrift L'Écho de la timbrologie op. Dit blad werd gedrukt bij uitgeverij Yvert et Tellier uit Amiens, dat op dat moment werd geleid door Théodule Tellier. Hij was de eerste hoofdredacteur van het tijdschrift, maar diende hiermee om gezondheidsredenen te stoppen in 1890, op 61-jarige leeftijd. Vanaf dat moment werd het tijdschrift gedurende een lange periode geleid door verschillende telgen van de familie Tellier.